# ضریب تأثیر

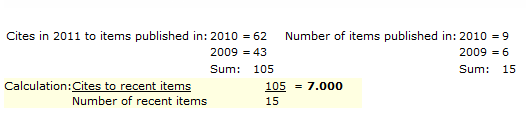
نحوه محاسبه ضریب تأثیر با یک مثال

ضرایب تأثیر (به انگلیسی: Impact Factor)، یک شاخص کمی است که برای ارزیابی، مقایسه و رتبه‌بندی نشریات علمی در رشته‌های مختلف در سطح ملی یا برای مقایسه مجله‌ها در سطح بین‌المللی به کار گرفته می‌شود. این شاخص نشان‌دهنده فراوانی استنادهایی است که در طول یک دوره زمانی مشخص به یک مقاله چاپ و در یک نشریه داده می‌شود. ضریب تأثیر مجله‌ها نخستین بار توسط دکتر یوجین گارفیلد و آیروینگ شر در دهه ۱۹۶۰ به مؤسسه اطلاعات علمی (ISI) آمریکا ارائه شد، تا در انتخاب مجله‌های علمی برای نمایه استنادی علوم به کار گرفته شود.
این عامل همه ساله توسط مؤسسه اطلاعات علمی (ISI) بر مبنای ارجاعات به هر یک از مجلات علمی آن محاسبه و نتیجه در گزارش‌های ارجاع مجله یا Journal Citation Reports منتشر می‌شود. این ضریب، نه برای مقاله یا نویسنده، بلکه برای مجله محاسبه می‌شود. محاسبه بر مبنای یک دوره دو ساله صورت می‌گیرد؛ به عبارت دیگر برای هر سال معین، ضریب تأثیر یک مجله متوسط تعداد ارجاعات داده شده در همان سال معین به هر مقالهٔ منتشره در ان مجله در طی دو سال متوالی قبلی می‌باشد. برای مثال اگر در سال 96 جمعاً ۴۰ ارجاع به مقاله‌های سال‌های 94 و 95 آن مجله صورت گرفته باشد و در آن مجله در سال 94 تعداد ۲۶ مقاله و در سال 95 تعداد ۲۴ مقاله چاپ شده باشد، ضریب ارجاع آن مجله از تقسیم ۴۰ بر (۲۶+۲۴=۵۰) به دست می‌آید که ۰/۸ است؛ یعنی به‌طور متوسط هر مقالهٔ آن نشریه ۰/۸ مرتبه مورد استناد مقالات دیگر قرار گرفته‌است.

## بیشترین ضریب تاثیرها

### سال ۲۰۲۲
بیشترین مقدار ضریب تأثیر (IF) در میان همه ژورنال‌های علمی، با اختلاف قابل توجه مربوط به مجله پزشکی CA است که در سال ۲۰۲۲ ضریب تاثیر ۲۵۴.۷ داشته است. رتبه دوم تا نهم نیز متعلق به نشریات حوزه دانش پزشکی است. مجله پزشکی لنست با مقدار نزدیک به ۱۶۹ در رتبه دوم و مجله پزشکی نیوانگلند با مقدار ۱۵۸.۵ در رتبه سوم قرار می‌گیرد. پس از مجله پزشکی JAMA، چند رتبه بعدی در اختیار مجلات بسیار معتبر نیچر (Nature) قرار دارد.